# Verein für Konsumenteninformation

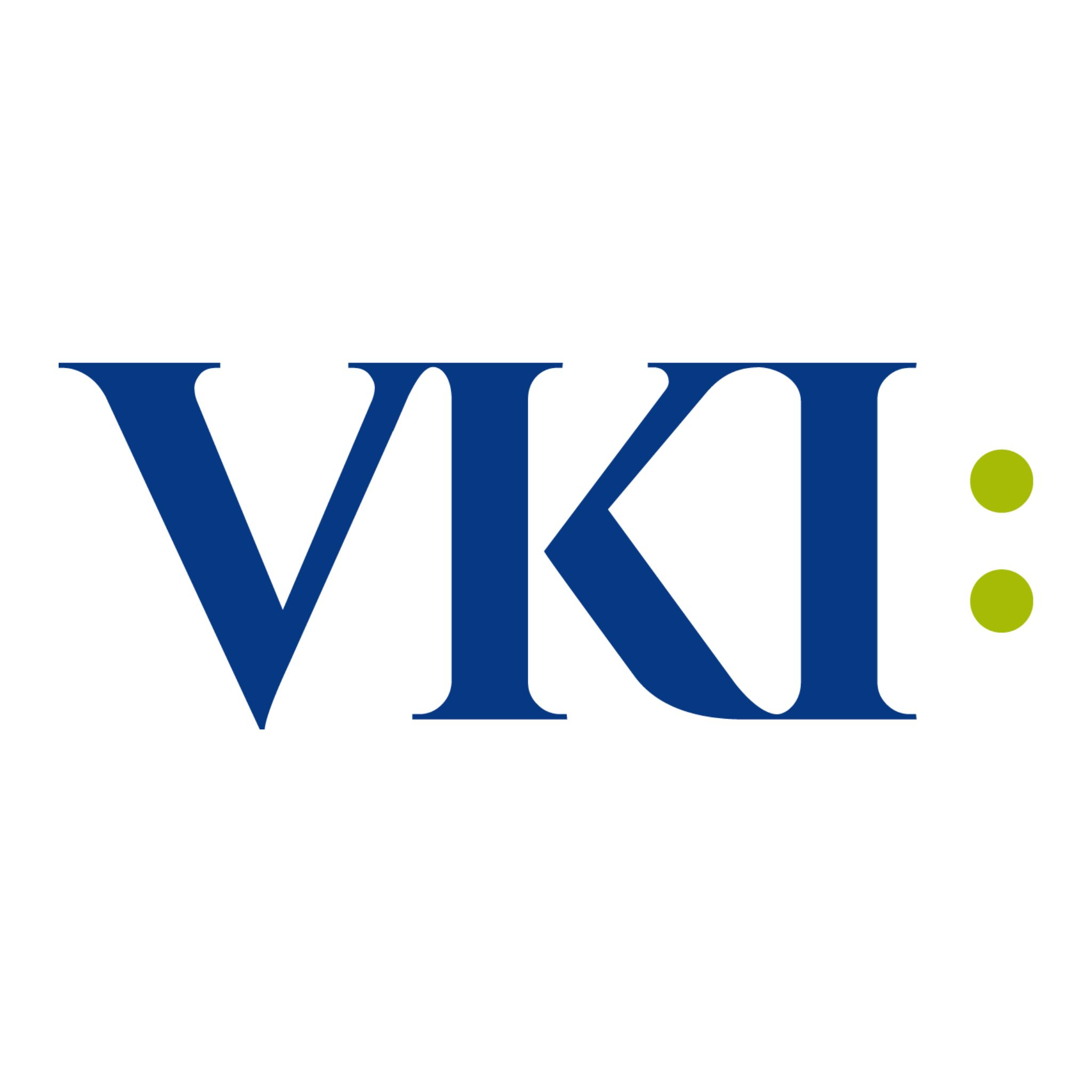
Logo des VKI

Der Verein für Konsumenteninformation (VKI) ist eine österreichische gemeinnützige Verbraucherschutzorganisation, deren Ziele die unabhängige und objektive Konsumenteninformation sowie die Förderung von Verbraucherinteressen sind. Er wurde 1961 gegründet, hat seinen Sitz im 6. Wiener Gemeindebezirk Mariahilf und beschäftigt 106 Mitarbeiter (Stand 2015).

## Geschichte
Der Verein wurde Anfang 1961 von den österreichischen Sozialpartnern gegründet. Vorerst führte der Verein nur ein Beratungszentrum in der Mariahilfer Straße in Wien. Noch im selben Jahr wurde auf Initiative des Mitarbeiters (und späteren Geschäftsführers) Fritz Koppe erstmals das Testmagazin Konsument herausgegeben. Seit 1975 gehört auch die Republik Österreich als außerordentliches Mitglied dem Verein an. Von 1990 bis Jänner 2017 war Peter Kolba Leiter des Bereiches Recht. Im Dezember 2016 löste der Österreichische Gewerkschaftsbund (ÖGB) seine Vereinsmitgliedschaft auf. Zuvor waren schon Wirtschaftskammer und Landwirtschaftskammer nach über 52 Jahren Mitgliedschaft aus dem Verein ausgetreten.

## Organisation
Der VKI setzt sich aus einem ordentlichen und einem außerordentlichen Mitglied wie folgt zusammen:
- Kammer für Arbeiter und Angestellte (ordentliches Mitglied)
- Republik Österreich, vertreten durch den Bundesminister für Arbeit, Soziales und Konsumentenschutz (außerordentliches Mitglied)

Der Eigenfinanzierungsanteil des Vereins liegt bei rund 72 %, Haupteinnahmequelle ist der Verkauf von Publikationen. Die restlichen 28 % steuern die Vereinsmitglieder bei.

## Aufgaben
Abgesehen von den in der Zeitschrift „Konsument“ veröffentlichten Tests und Informationen, sowie den Ratgebern im eigenen Verlag, bietet der VKI auch persönliche, telefonische und elektronische Beratung an.
Aufgrund vieler vom VKI geführter Musterprozesse und der Einbringung von Verbandsklagen ist der Verein letztlich auch an der Weiterentwicklung der österreichischen Rechtsprechung beteiligt. Sammelklagen helfen den österreichischen Konsumenten bei der Rechtsdurchsetzung.
Der Verein erstellt gemeinsam mit dem Bundesministerium für Arbeit, Soziales und Konsumentenschutz den jährlichen „Bericht zur Lage der VerbraucherInnen“, der auch dem österreichischen Parlament vorgelegt wird.

## Internationale Kooperationen
- International Consumer Research & Testing (Großbritannien)
- Stiftung Warentest (Deutschland)

## Mitgliedschaften bei internationalen Organisationen und Dachverbänden
- Association de Normalisation Européenne pour les Consommateurs (Verbraucherinstitution im Normungswesen)
- Europäischer Verbraucherverband (Konsumenten-Interessensvertretung der EU)
- Consumers International (Weltweite Interessensvertretung von Verbrauchern)
- TransAtlantic Consumer Dialogue (Diskussionsforum europäischer und amerikanischer Konsumenten-Organisationen)

## Medien
Vom VKI wird die Zeitschrift Konsument herausgegeben, die teilweise (für Abonnenten vollständig) als Onlineausgabe verfügbar ist.

## Journalismuspreis
Anlässlich seines 60-jährigen Bestehens lobt der VKI erstmals den VKI-Preis für Jungen Journalismus aus. Mit insgesamt 6000 Euro Preisgeld sollen 6 Journalisten oder Blogger bis 30 (Jahrgang 1991 und später) belohnt werden, die mit einem noch unveröffentlichten Beitrag zum Thema Digitalisierung oder Nachhaltiger Konsum komplexe Sachverhalte gut erklären.

## Negativpreis KONSUM-Ente
Seit 2020 verleiht der VKI mit der KONSUM-Ente einen Negativpreis. Im Fokus stehen Lebensmittelverpackungen mit geshrinktem, also weniger Inhalt, aber gleichem Preis wie vor der Inhaltsreduktion? Verpackungen, die nach dem Öffnen weniger Produkt enthalten, als es von außen den Anschein hat? Lebensmittel, die enttäuschend wenig von der laut Verpackung erwarteten Hauptzutat enthalten, was sich aber erst beim Lesen der Zutatenliste herausstellt?
In vergangenen Votings wurden bisher folgende „Gewinner“ gekürt:
- 2024: „Kotányi Grill Gemüse“ (Dose nur zu einem Drittel gefüllt)
- 2023: „Paw Patrol-Wasser“ (Abfüllung in Griechenland)
- 2022: „Rama Margarine“ (Shrinkflation)
- 2021: „Dr. Oetker Kuchendekor“ (Zusatzstoff Titandioxid)
- 2020: „Iglo Broccoli“ (Herkunft aus Ecuador)